# Satyrus tellula
Satyrus tellula är en fjärilsart som beskrevs av Hans Fruhstorfer 1911. Satyrus tellula ingår i släktet Satyrus och familjen praktfjärilar. Inga underarter finns listade.